# José Dougan Chubum

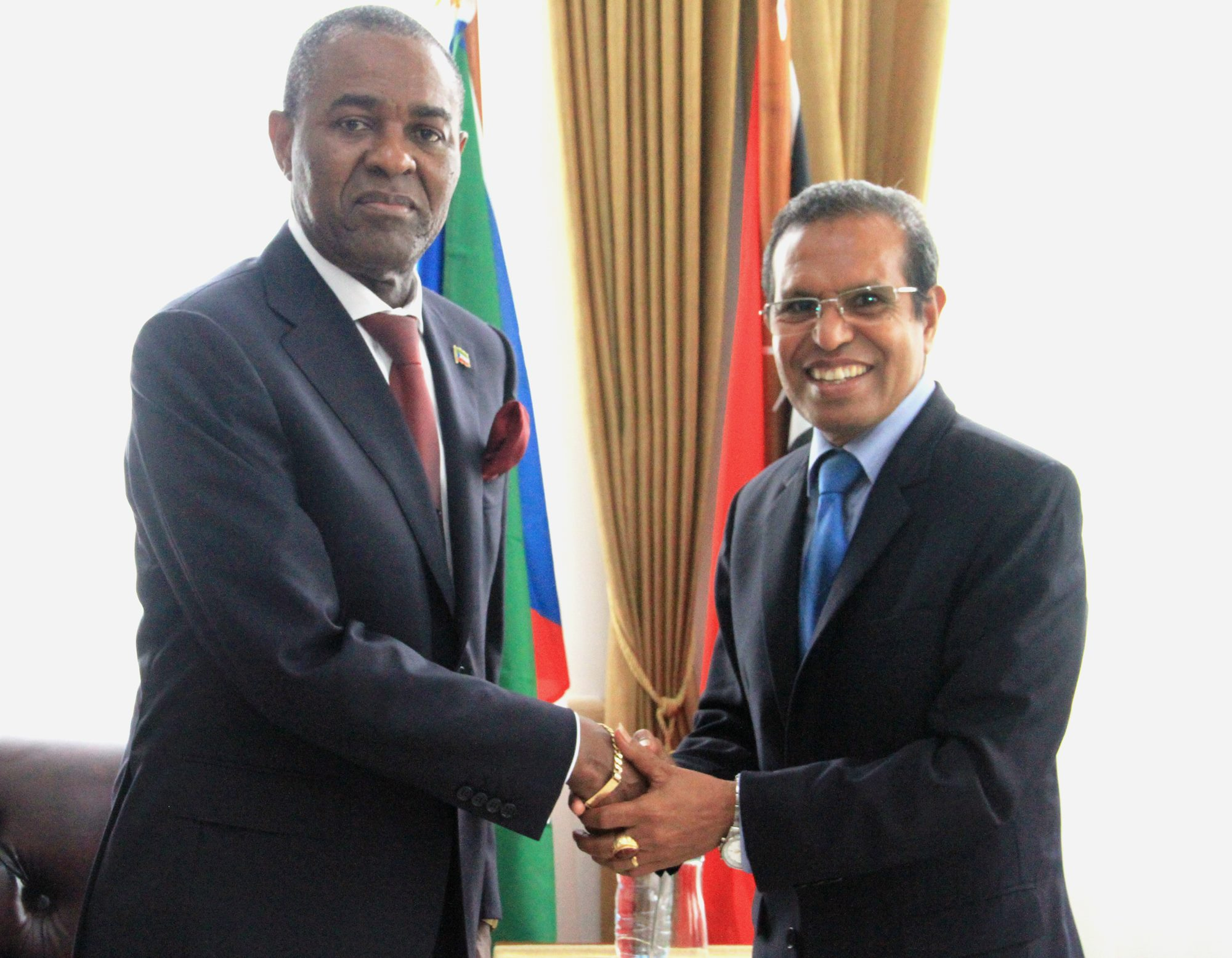
José Dougan Chubum und Osttimors Präsident Taur Matan Ruak (2015)

José Dougan Chubum († 28. August 2021) war ein äquatorialguineischer Diplomat.

## Werdegang
Chubum war ursprünglich Pilot, studierte dann aber in Kuba Jura. Bei der Amarak, Inc. in Äquatorialguinea war er Personalchef und arbeitete in der Erdölbranche.
2013 wurde er als erster Diplomat seines Landes zum Botschafter in Portugal und Osttimor ernannt, mit Sitz in Lissabon. Am 9. April 2014 übergab er seine Akkreditierung in Lissabon und am 17. Februar 2015 in Dili. Gleichzeitig war er auch Chef der Ständigen Vertretung Äquatorialguineas bei der Gemeinschaft der Portugiesischsprachigen Länder (CPLP). 2016 löste ihn Tito Mba Ada ab.

## Sonstiges
Chubum gehörte zur Volksgruppe der Krio Fernandino.